# Nusa Tunggal
Nusa Tunggal is een bestuurslaag in het regentschap Ogan Komering Ulu van de provincie Zuid-Sumatra, Indonesië. Nusa Tunggal telt 1675 inwoners (volkstelling 2010).